# Le Viol (Magritte, Houston)
Pour les articles homonymes, voir Le Viol.
Le Viol est un tableau réalisé par le peintre belge René Magritte en 1934. Cette huile sur toile surréaliste représente le buste d'une femme aux cheveux châtains dont le visage est un corps féminin nu. L'œuvre est conservée au sein de la Menil Collection, à Houston, aux États-Unis.
Une version ultérieure datée de 1945 est conservée au musée national d'Art moderne, à Paris, en France. Dans cet autre Viol, la victime a les cheveux blonds et plus longs.